# U511 Szimferopol
Az U511 Szimferopol (ukrán betűkkel: Сімферополь) az Ukrán Haditengerészet 861M tervszámú iskolahajója volt 2012-ig. Eredetileg SZSZV–46 jelzéssel és Jupiter (orosz betűkkel: Юпитер) néven a Szovjet Haditengerészetnél az Arhipelag osztály (NATO-kódja: Moma-Mod) tagjaként mint közepes felderítő hajó állították szolgálatba. A Szovjetunió felbomlása után az orosz Fekete-tengeri Flottához tartozott, majd 1996-ban került ukrán fennhatóság alá. Honi kikötője Szevasztopolban volt. A hajót Lengyelországban, a gdański Északi Hajógyárban építették hidrológiai mérőhajóként, majd a Szovjetunióban alakították át katonai feladatokra.

## Története
A 861 tervszámú hidrológiai mérőhajókat szovjet megrendelésre Lengyelországban a gdański Északi Hajógyár építette a Szovjet Haditengerészet számára. Ezek közül 1968–1973 között kilenc darabot a Szovjetunióban 861M jelzéssel rádióelektronikai felderítőhajóvá alakítottak át. Feladatuk az ellenséges hajók és flotta-csoportok kommunikációjának nyomon követése volt.
Az U511 Szimferopolt Gdańskban 861/30 gyári szám alatt építették és 1973. január 31-én bocsátották vízre. 1973 júniusában helyezte üzembe a Szovjet Haditengerészet SZSZV–416 hadrendi jelzéssel, Jupiter néven. A hajót a szovjet Fekete-tengeri Flotta 112-es felderítő hajódandárjánál állították szolgálatba. Honi kikötője kezdetben Szevasztopolban, később a Donuzlav-tavon, Mirnijben volt.

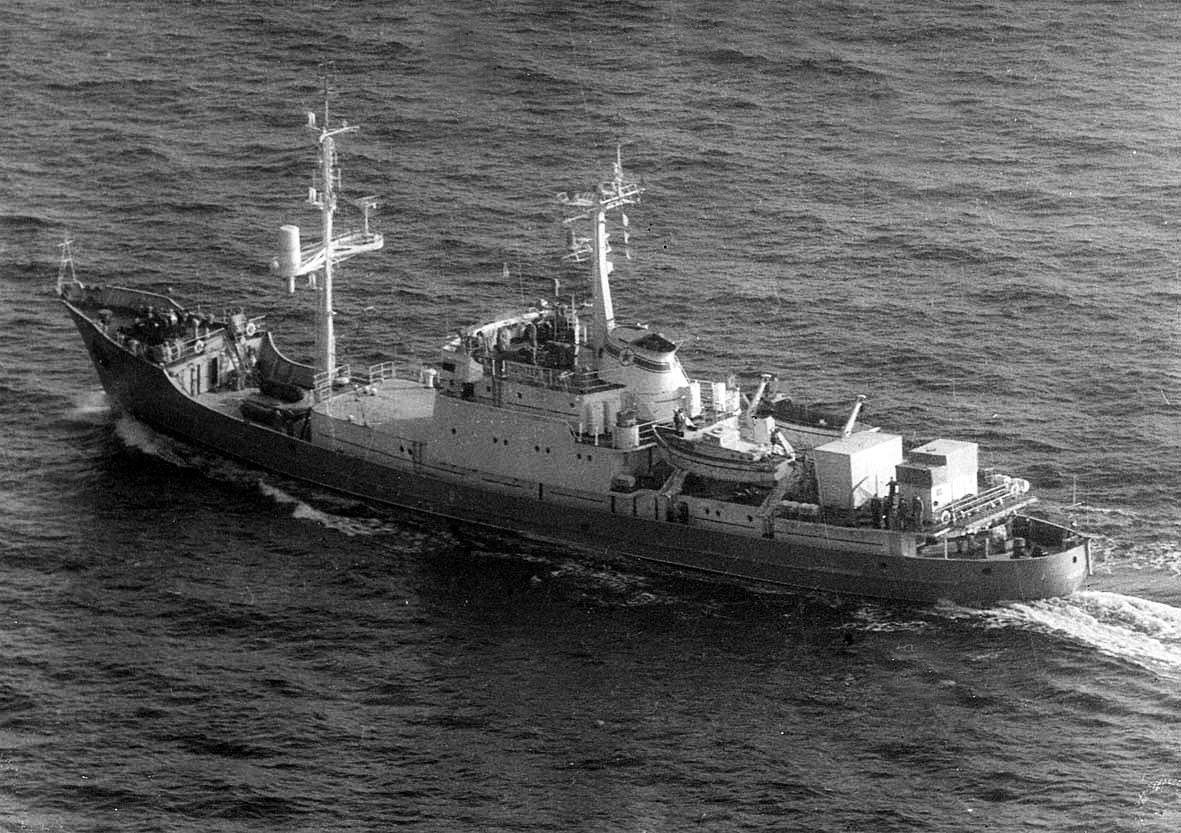
A hajó az 1976-os modernizálása előtt

A hajó fontos feladatokat hajtott végre a hidegháború időszakában. Fő bevetési területe a Földközi-tenger és az Atlanti-óceán Ibériai-félsziget körüli térsége volt, ahol feladata az Egyesült Államok és a NATO haditengerészeti egységeinek, főként az Egyesült Államok Haditengerészete 6. Flottájának, elsősorban a repülőgép-hordozók, a tengeralattjárók mozgásának megfigyelése és kommunikációjuk lehallgatása volt.
1974–1976 között Libanon és Izrael térségében hajtott végre bevetéseket és az arab–izraeli konfliktusokról gyűjtött információt, majd 1976-ban modernizálták. Még abban az évben Gibraltár térségében az akkor újonnan megjelent Nimitz repülőgép-hordozóról gyűjtött adatokat. 1987-ben az Amerikai Egyesült Államok Líbia ellen indított katonai akcióját figyelte meg a Szidra-öböl térségében. Emellett a hajó részt vett több amerikai és NATO tengeri hadgyakorlat megfigyelésében, több esetben tengeri rakétalövészetek térségében gyűjtött információt.

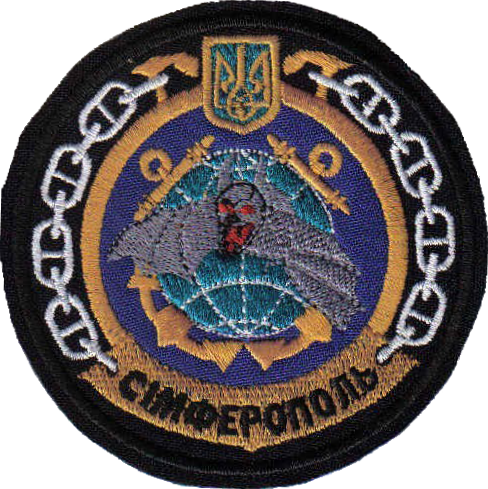

A hajót Oroszország 1996. január 10-én átadta Ukrajnának, ahol az Ukrán Haditengerészet U511 hadrendi jelzéssel, Szimferopol néven parancsnoki hajóként állította rendszerbe. Az ukrán haditengerészeti lobogót 1996. március 1-jén vonták föl a hajóra. Honi kikötője a Donuzlav tavon Novoozerne lett. A hajó 1999-ben átkerült Szevasztopolba, az Ukrán Haditengerészet 1. Hajódandárjához. 2002-ben nagyjavításra vezényelték Balaklavába. A nagyjavítást a balaklavai Metaliszt hajójavító üzem végezte el. 2006-ban visszavezényelték aktív szolgálatba, és az Ukrán Haditengerészet szevasztopoli Nahimov Haditengerészeti Akadémiájának állományába került iskolahajónak.
Az ukrán kormány 2012. november 7-i határozata alapján 2013 januárjában kivonták az Ukrán Haditengerészet állományából és leselejtezték. 2014. március 10-én átvontatták Inkermanba szétbontásra.